# معاملة (علم الاجتماع)
المعاملات في العلوم الاجتماعية عبارة على المبادلات، أي بين شخصين فأكثر،كتبادل المشاعر او الخدمات او الصور عند الطلب، و التي يحصل فيها تبادل للمعلومات، كالمعاملات بين البائع والشاري حيث يتبادلان الكلام في الثمن ونحوه في مقام متعارف عليه بينهما وهو المبادلة التجارية.